# Charlote Koefoed
Charlote Koefoed, danska veslačica, * 17. september 1957, Bagsværd.